# Джессіка Паркер Кеннеді
Дже́ссіка Па́ркер Ке́ннеді (англ. Jessica Parker Kennedy; нар. 3 жовтня 1984, Калгарі) — канадська акторка. Зіграла Меліссу Глейзер у серіалі CW «Таємне коло», Макс в оригінальному серіалі Starz «Чорні вітрила» та Нору Вест-Аллен / XS у «Флеші», а також з'явилася в телесеріалах «Смолвіль», «Під прикриттям», «Кая» та «Колонія».

## Життєпис
Народилася 3 жовтня 1984 року в Калгарі, Канада. Має африканське, італійське та російське коріння. У 7 років почала брати участь у місцевих театральних постановках. Закінчивши середню школу, вивчала театральне мистецтво в королівському коледжі Маунт у Калгарі.
Дебютувала в кіно 2006 року роллю в фільмі «Малюк Санта». 
2007 року знялася в серіалі «Кая». 2009 року виконала одну з головних ролей у телесеріалі «Сутінки у Вальмонті».
2011 року знялася в епізоді фільму «Час» із Джастіном Тімберлейком й Амандою Сейфрід. 
З 2011 до 2012 року знімалася в серіалі «Таємне коло». 
Протягом 2014-2017 років знімалася в телесеріалі «Чорні вітрила» про «золоту добу піратства».

## Фільмографія
| Рік       |    | Українська назва                 | Оригінальна назва               | Роль                     |
| --------- | -- | -------------------------------- | ------------------------------- | ------------------------ |
| 2006      | тф | Малюк Санта                      | Santa Baby                      | ельфиня Люсі             |
| 2007      | в  | Приманки 2: Чужопланетна спокуса | Decoys 2: Alien Seduction       | гарна дівчина            |
| 2007      | с  | Кая                              | Kaya                            | Наталі                   |
| 2008      | в  | Ще одна історія про Попелюшку    | Another Cinderella Story        | Теммі                    |
| 2008      | тф | Години відчаю                    | Desperate Hours: An Amber Alert | Сенді                    |
| 2008—2010 | с  | Таємниці Смолвіля                | Smallville                      | Бетт Санс Соук / Пластик |
| 2009      | с  | Exes & Ohs                       | Exes & Ohs                      | Емі                      |
| 2009      | с  | Страх як він є                   | Fear Itself                     | Бекка                    |
| 2009      | с  | Душа                             | Soul                            | Алісія Сенг              |
| 2009      | с  | Сутінки у Вальмонті              | Valemont                        | Беатрис                  |
| 2009      | тф | Малюк Санта 2                    | Santa Baby 2                    | ельфиня Люсі             |
| 2009—2010 | с  | Мисливці за монстрами            | The Troop                       | Лорел                    |
| 2010      | с  | V                                | V                               | Грейс                    |
| 2010      | кф | Карма                            | Karma Inc.                      | Кенді                    |
| 2010      | с  | Під прикриттям                   | Undercovers                     | Ліззі                    |
| 2010      | с  | Брати і сестри                   | Brothers & Sisters              | Енджі                    |
| 2010      | с  | Теорія брехні                    | Lie to Me                       | Еллісон Робертс          |
| 2011      | тф | Бегемот                          | Behemoth                        | Зої                      |
| 2011      | с  | Посередник Кейт                  | Fairly Legal                    | Джессіка Норд            |
| 2011      | тф | Зіткнення з Землею               | Collision Earth                 | Брук Адамсон             |
| 2011      | ф  | 50/50                            | 50/50                           | Джеккі                   |
| 2011      | ф  | Час                              | In Time                         | Эдуарда                  |
| 2011      | ф  | Тухле м'ясо                      | Bad Meat                        | Естелла                  |
| 2011—2012 | с  | Таємне коло                      | The Secret Circle               | Мелісса Глейсер          |
| 2012—2013 | с  | 90210: Нове покоління            | 90210                           | Меган Роуз               |
| 2013      | тф | Майже одружена                   | Nearlyweds                      | Кейсі                    |
| 2014—2017 | с  | Чорні вітрила                    | Black Sails                     | Макс                     |
| 2015      | ф  | Ідеальний хлопець                | The Perfect Guy                 | Рейчел                   |
| 2016      | с  | Смертельна зброя                 | Lethal Weapon                   | Діджейка                 |
| 2017      | с  | Колонія                          | Colony                          | Майя                     |
| 2017      | ф  | Джеміні                          | Gemini                          | Сієра                    |
| 2017      | ф  | Етика бізнесу                    | Business Ethics                 | лікарка Гудбоді          |
| 2017      | с  | Супердівчина                     | Supergirl                       | Нора Вест-Аллен          |
| 2018—2023 | с  | Флеш                             | The Flash                       | Нора Вест-Аллен          |
| 2018      | ф  | Вебкамера                        | Cam                             | Кеті                     |
| 2018      | ф  | Глибоке вбивство                 | Deep Murder                     | нянька                   |